# Thạch Liên
Thạch Liên là một xã thuộc huyện Thạch Hà, tỉnh Hà Tĩnh, Việt Nam.
Xã Thạch Liên có diện tích 8,5 km², dân số năm 1999 là 5226 người, mật độ dân số đạt 615 người/km².

## Lịch sử
Ngày 15 tháng 12 năm 2019, HĐND tỉnh Hà Tĩnh ban hành Nghị quyết số 185/NQ-HĐND về việc thành lập thôn Phú Quý trên cơ sở Thôn Phú và Thôn Quý.